# Journal of Medical Virology
Il Journal of Medical Virology è una rivista medica mensile sottoposta a revisione paritaria, che si occupa di ricerca fondamentale e applicata ai virus che colpiscono l'uomo. 
Fonbdata nel 1977, è pubblicata dalla Wiley-Blackwell.
L'attuale caporedattore è Shou-Jiang (SJ) Gao (University of Pittsburgh Medical Center (UPMC) Hillman Cancer Center Cancer Virology Program).

## Indicizzazione
Gli abstract e gli articoli della rivista sono indicizzati da:
- Abstracts in Anthropology
- AGRICOLA
- Aquatic Sciences & Fisheries Abstracts
- Elsevier BIOBASE/Current Awareness in Biological Sciences
- Biological Abstracts
- BIOSIS Previews
- CAB Abstracts
- CAB HEALTH
- Chemical Abstracts Service
- CSA Biological Sciences Database
- CSA Environmental Sciences & Pollution Management Database
- Current Contents/Clinical Medicine
- Current Contents/Life Sciences
- EMBASE
- Global Health
- Index Medicus/MEDLINE/PubMed
- Index Veterinarius
- Neurosciences Abstracts
- PASCAL
- Science Citation Index
- Scopus
- VINITI Database RAS.

Secondo il 'Journal Citation Reports, nel 2021 il 'Journalof Medical Virology ha ricevuto un fattore di impatto pari a 20,693, collocandosi al 2º posto fra le 37 riviste presenti nella categoria "Virologia".

## Articoli notevoli
- (EN) Luisa Galati, Marta Tagliabue e Tarik Gheit, HPV Biomarkers in Oral and Blood‐Derived Body Fluids in Head and Neck Cancer Patients, in Journal of Medical Virology, vol. 97, n. 3, 2025-03,  pp. e70278, DOI:10.1002/jmv.70278. URL consultato il 21 marzo 2025. (primo test salivare per la diagnosi precoce del tumore orofaringeo indotto da virus HPV)